# Erica axillaris
Erica axillaris là một loài thực vật có hoa trong họ Thạch nam. Loài này được Thunb. mô tả khoa học đầu tiên năm 1785.